# بنجامين فرانكلين تيري
بنجامين فرانكلين تيري (بالإنجليزية: Benjamin Franklin Terry)‏ هو ضابط أمريكي، ولد في 18 فبراير 1821 في روسلفيل في الولايات المتحدة، وتوفي في 17 ديسمبر 1861.